# Macromitrium mittenianum
Macromitrium mittenianum là một loài Rêu trong họ Orthotrichaceae. Loài này được Steere mô tả khoa học đầu tiên năm 1948.